# Église Saint-Pierre de Bussy-le-Repos
 (janvier 2022).
L'église Saint-Pierre est l'église du village de Bussy-le-Repos dans l'Yonne. Appartenant à la commune, elle dépend de l'archidiocèse de Sens-Auxerre. Elle est dédiée à saint Pierre. Cette église-relais fait partie de la paroisse Saint-Alpais du doyenné du Sénonais, dont l'église principale est l'église Notre-Dame-de-l'Assomption de Villeneuve-sur-Yonne.

## Histoire et description

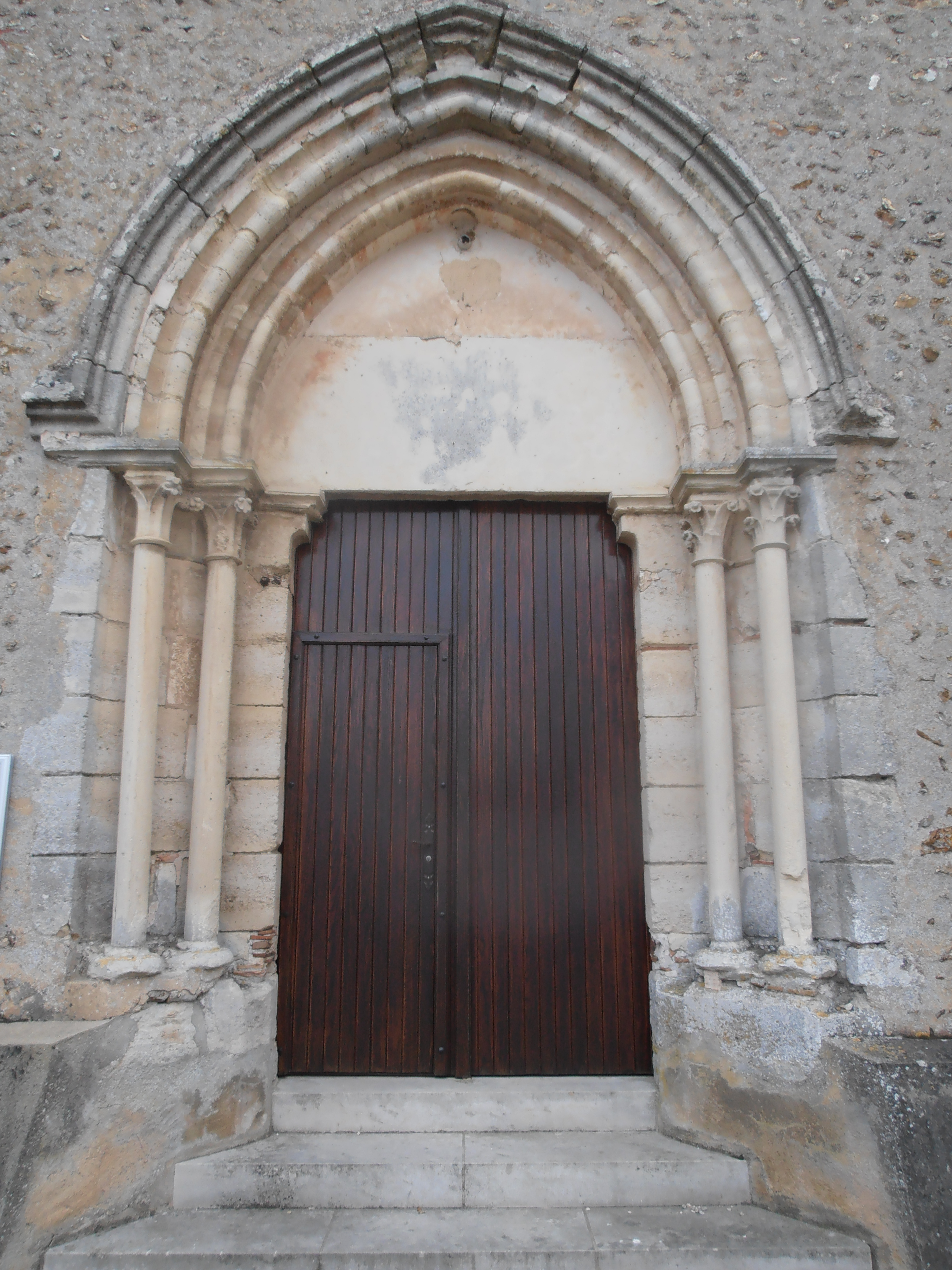
Portail gothique de l'église.

Une première église est construite au début du XIIIe siècle, sur le plateau aux abords de la récente Villeneuve, après que le village a été fondé par Guillaume aux Blanches Mains, archevêque de Sens, et Pierre de Courtenay ; il ne reste de cette époque que le portail orné de chapiteaux à décor floral. Bussy est une halte après la route en provenance de Villeneuve où l'on change de chevaux après la montée vers ce petit village de hameaux dispersés (d'où « Le Repos »). L'église est en plan de croix latine. Le chœur, exemple du gothique troyen, date de la fin du XVe siècle et du début du XVIe siècle. Ses chapiteaux sont décorés des instruments de la Passion. Les clefs de voûte descendent de manière surprenante de la croisée des ogives. Le chœur plus haut et mieux orné que la nef laisse supposer que l'église devait être agrandie, mais, le village ne se développant pas, les travaux en restèrent là. La nef, entretenue autrefois sur les deniers des villageois, est de dimensions modestes avec des piliers massifs. Le plafond en bois a été reconstruit après un incendie en 1873 par Paul Sédille dont le beau-père avait sa maison de campagne tout près, le château de Boisrond, construit par Paul Sédille.
La cloche baptisée en 1871 Louise-Marie-Pauline remplace une cloche de 1667.
L'intérieur de l'église est meublé sobrement. Le dernier curé, l'abbé Cools, a installé en 1965 des vitraux de chœur modernes et celui de la rosace, qui reprend les couleurs de la Passion. Le maître-autel du XIXe siècle a disparu dans les années 1970. Dans le transept à gauche on remarque l'autel de saint Euverte avec sa statue de bois remarquable et à droite l'autel de la Sainte Vierge avec une statue du milieu du XIXe siècle. Celui-ci est surmonté d'une belle verrière aux vitraux Renaissance représentant la Vierge. Quatre petits tableaux fin XVIIe siècle représentent chacun un évangéliste. Au début de la nef, côté évangile, une grande Crucifixion du XIXe siècle s'inspire de Mantegna[Lequel ?], en face d'un tableau romantique. Le chemin de terre cuite est du début du XXe siècle. Plusieurs statues saint-sulpiciennes sont placées ici et là ; elles représentent le Sacré-Cœur, saint Joseph portant l'Enfant Jésus, saint Antoine de Padoue, Jeanne d'Arc, saint Pierre, sainte Thérèse de l'Enfant Jésus, etc. 
Un objet est classé aux monuments historiques en 1992, il s'agit de la pierre tombale du XVIe siècle d'un riche laboureur et marchand de Bussy, Guillaume Clément (mort en 1532) et de son épouse Guillemette Leclerc (morte en 1572).

## Illustrations

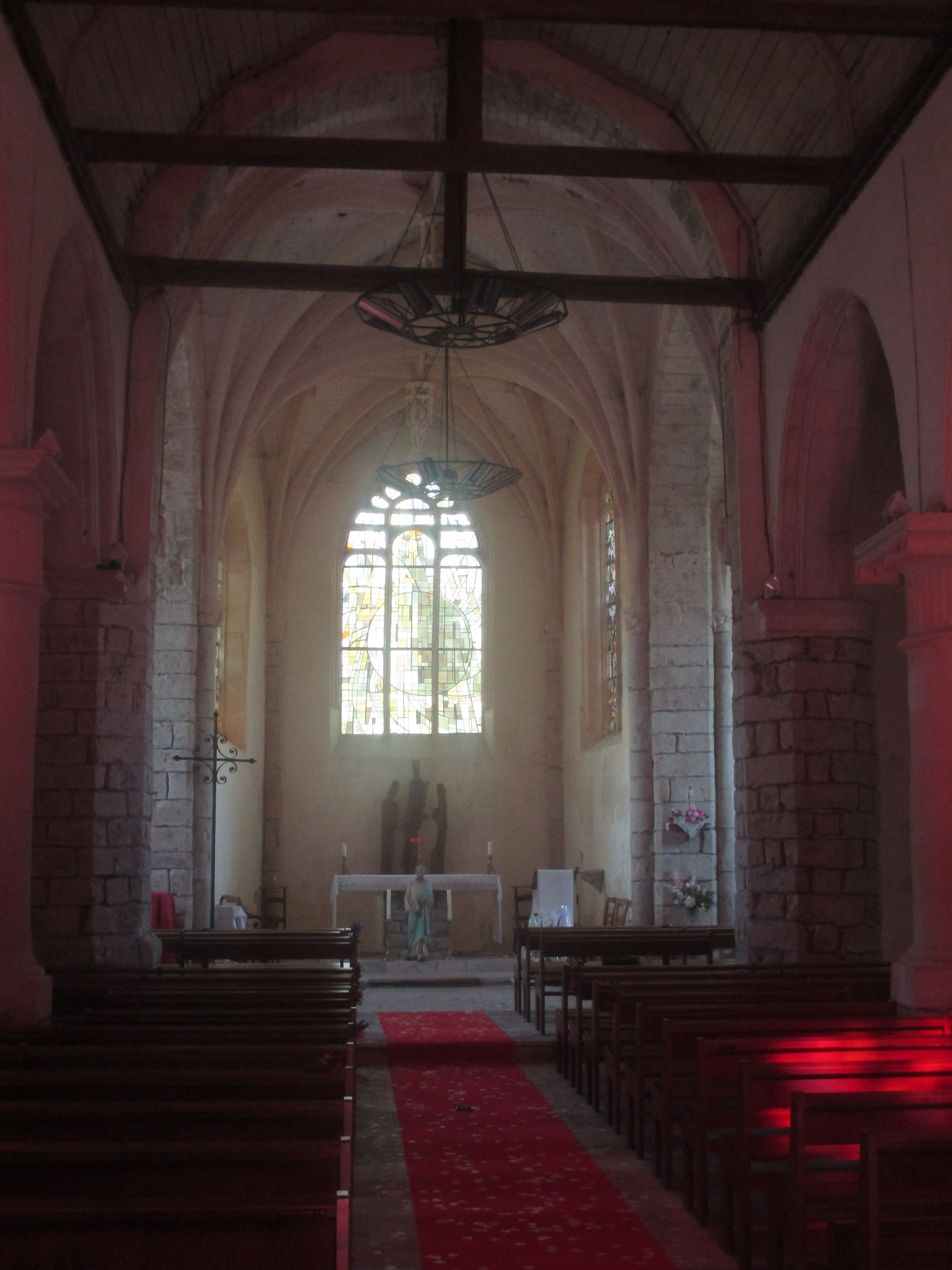
Intérieur de l'église
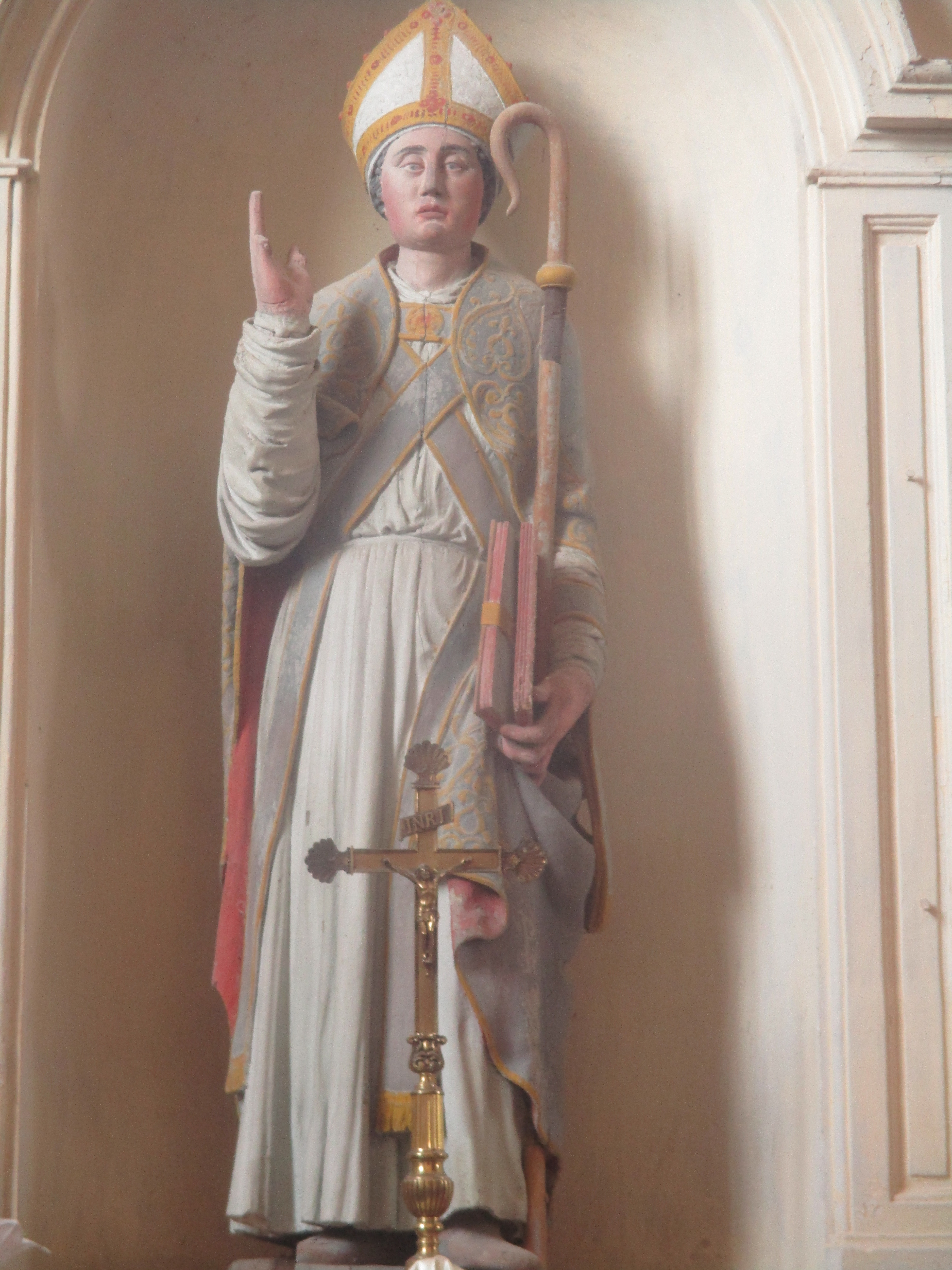
Statue de saint Euverte
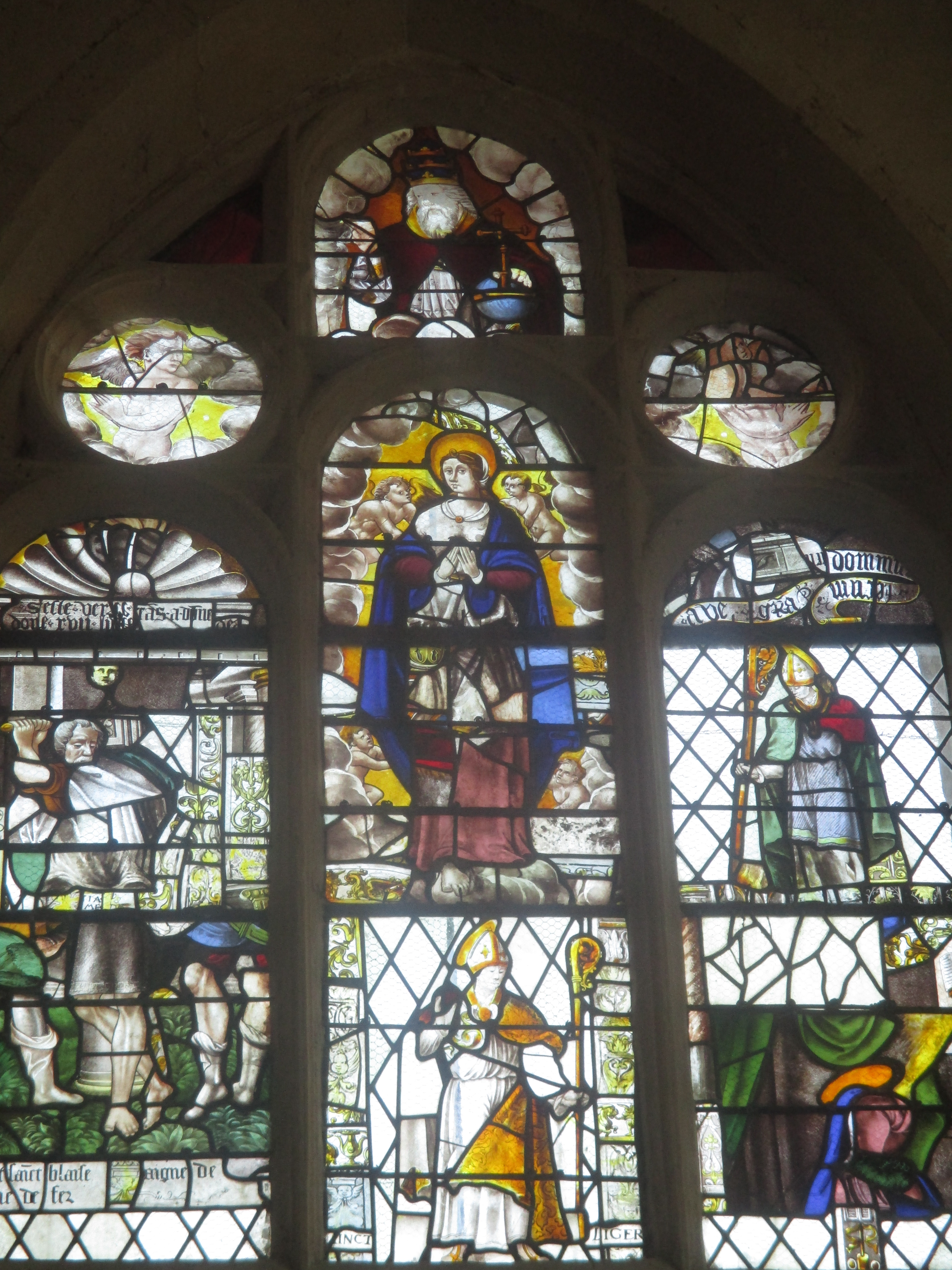
Vitrail de la Vierge
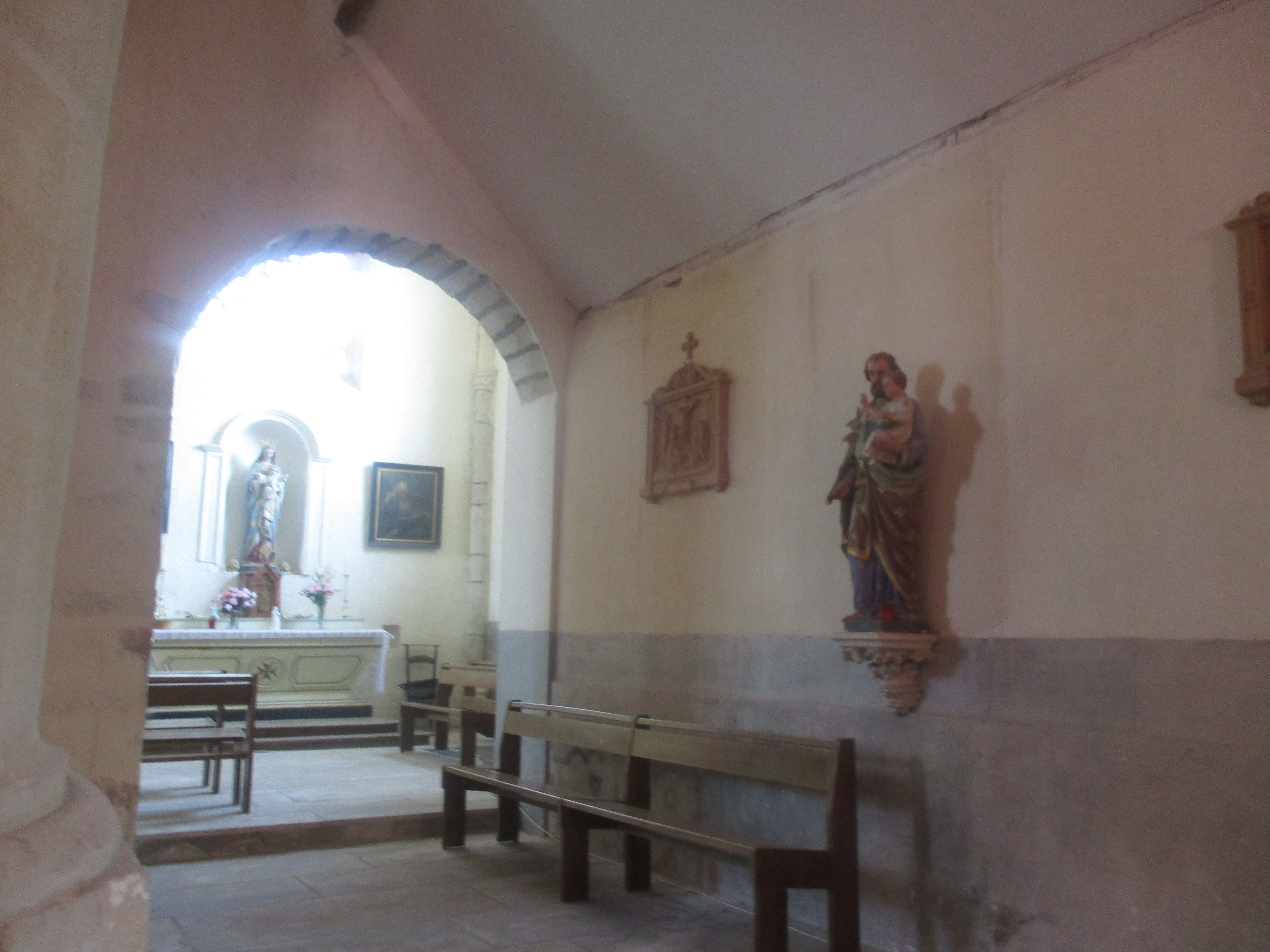
Bas-côté droit